# Love Rollercoaster
Love Rollercoaster är en låt av The Ohio Players som lanserades på deras album Honey 1975. I november samma år släpptes den som singel i en förkortad version och blev i januari 1976 en av gruppens totalt två Billboardettor. I låtens text används en berg- och dalbana som metafor för dejting och kärleksförhållanden. Låten är mycket känd för sitt upp och nergående gitarriff, och det har senare använts i sampling. En vandringssägen som fick stor spridning under 1970-talet gjorde gällande att ett skri som hörs i låten skulle ha kommit ifrån den modell som fanns på omslaget till albumet Honey, då hon mördats i studion. Detta är helt falskt då modellen, Ester Cordet fortfarande är i livet (2013). Skriet kom i själva verket från gruppens keyboardist Billy Beck.
Låten spelades in i en coverversion av Red Hot Chili Peppers som släpptes 1996. I deras version har blåssektionen bytts mot kazoo. Låten nådde sjundeplatsen på UK Singles Chart.

## Listplaceringar
- Billboard Hot 100, USA: #1[3]
- RPM, Kanada: #2[4]